# A D.Gray-man dalainak listája
Ez a lista Hosino Kacura D.Gray-man című mangája alapján készült animesorozat nyitó- és záródalait, valamint betétdalait sorolja fel. A D.Gray-man animeadaptációját Nabesima Oszamu rendezte, a gyártást a Dentsu, a TMS Entertainment, az Aniplex és a TV Tokyo végezte. A TMS Entertainment készítette az animációt az Aniplex a zene elkészítéséért volt felelős.
A D.Gray-man animesorozat epizódjaiban tizenkét témazene csendül fel: négy nyitódal (opening) és nyolc záródal (ending). Az egyes dalok önálló kislemezeken jelentek meg, emellett három zenei lemez is kiadásra került a sorozat további dalaival 2007. március 21-én, 2007. december 19-én és 2008. december 17-én.
Az animesorozat valamennyi zenéjét Vada Kaoru szerezte, amelyből három zenei CD-t adott ki az Aniplex. Az első lemez D.Gray-man Original Soundtrack 1 címmel 2007. március 21-én jelent meg és harmincnégy zeneszámot tartalmaz, emellett egy, a zenék elkészítésének menetét és komponálását bemutató anyag, illetve az első nyitódal és az első két záródal is megtalálható rajta.
A második lemez D.Gray-man Original Soundtrack 2 címmel 2007. december 19-én jelent meg, és harminckét zeneszám mellett az anime második nyitódalát és a harmadik és negyedik záródalát is tartalmazza. Az összes nyitó- és záródalt tartalmazó lemezt is kiadták 2008. szeptember 24-én, D.Gray-man Complete Best címmel. Limitált kiadású változatához mellékeltek egy extra DVD-t is, amely a stáblista nélküli főcímeket, záró főcímeket és rengeteg animeillusztrációt tartalmazott. 2008. december 17-én jelent meg a harmadik zenei CD-lemez, a D.Gray-man Original Soundtrack 3, és harmincegy zeneszám mellett az anime harmadik és negyedik nyitódalát, valamint az ötödik, hatodik, hetedik és nyolcadik záródalát is tartalmazza. Megtalálható rajta ezek mellett Kobajasi Szanae Cunaida te ni Kiss vo (つないだ手にキスを; Hepburn: Tsunaida te ni Kiss wo) című betétdala is.
A D.Gray-man Hallow zenei lemeze D.Gray-man Hallow Original Soundtrack címmel 2016. szeptember 28-án jelent meg, rajta 40 számmal, de a Hallow nyitódala és záródala nélkül.

## Dallista

### Nyitódalok
1. Innocent Sorrow: előadója a Abingdon Boys School, az 1-től a 25. epizódig hallható.
2. Brightdown: előadója Tamaki Nami, a 26-tól az 51. epizódig hallható.
3. Doubt & Trust: előadója az Access, az 52-től a 76. epizódig hallható.
4. Gekidó/Just Break the Limit! (激動/Just Break the Limit!; Hepburn: Gekidō/Just Break the Limit!): előadója az Uverworld, a 77-től a 103. epizódig hallható.
Hallow: Key -bring it on, my Destiny-: előadója a Lenny code fiction.

### Záródalok
1. Snow Kiss: előadója a Nirgilis, az 1-től a 13. epizódig hallható.
2. Pride of Tomorrow: előadója June, a 14-től a 25. epizódig hallható.
3. Jume no cuzuki e (夢の続きへ; Hepburn: Yume no tsuzuki e): előadója a Surface, a 26-tól a 38. epizódig hallható.
4. Antoinette Blue: előadója Kitade Nana, a 39-től az 51. epizódig hallható.
5. Anata ga koko ni iru rijú (あなたがここにいる理由; Hepburn: Anata ga koko ni iru riyū): előadója Fu Rie, az 52-től a 64. epizódig hallható.
6. Wish: előadója Sowelu, a 65-től a 76. epizódig hallható.
7. Regret: előadója Hosimura Mai, a 77-től a 89. epizódig hallható.
8. Changin’: előadója Stephanie és Tanaka Roma, a 90-től a 103. epizódig hallható.
Hallow: Lotus Pain: előadója Ajano Masiro.

### Zenei lemezek

#### D.Gray-man Original Soundtrack 1
| D.Gray-man Original Soundtrack 1 dallista | D.Gray-man Original Soundtrack 1 dallista | D.Gray-man Original Soundtrack 1 dallista | D.Gray-man Original Soundtrack 1 dallista | D.Gray-man Original Soundtrack 1 dallista | D.Gray-man Original Soundtrack 1 dallista | D.Gray-man Original Soundtrack 1 dallista | D.Gray-man Original Soundtrack 1 dallista | D.Gray-man Original Soundtrack 1 dallista | D.Gray-man Original Soundtrack 1 dallista |
| #                                         | Cím | Hossz                                     |                                           |                                           |                                           |                                           |                                           |                                           |                                           |
| ----------------------------------------- | --- | ----------------------------------------- | ----------------------------------------- | ----------------------------------------- | ----------------------------------------- | ----------------------------------------- | ----------------------------------------- | ----------------------------------------- | ----------------------------------------- |
| 1.                                        | Innocent Sorrow (anime-változat) (előadó: Abingdon Boys School) | 1:37                                      |                                           |                                           |                                           |                                           |                                           |                                           |                                           |
| 2.                                        | Kuro no szeisokusa Exorcist (黒の聖職者エクソシスト; Kuro no szeisokusa Ekuszosiszuto; Hepburn: Kuro no seishokusha Exorcist / Kuro no seishokusha Ekusoshisuto; Black Order Exorcist) | 2:13                                      |                                           |                                           |                                           |                                           |                                           |                                           |                                           |
| 3.                                        | Allen Walker (アレン・ウォーカー; Aren Vóká; Hepburn: Aren Wōkā; Allen Walker) | 1:44                                      |                                           |                                           |                                           |                                           |                                           |                                           |                                           |
| 4.                                        | Haikjo no naka de (廃墟の中で; Hepburn: Haikyo no naka de; Inside the Ruins) | 1:10                                      |                                           |                                           |                                           |                                           |                                           |                                           |                                           |
| 5.                                        | Szennen Hakusaku (千年伯爵; Hepburn: Sennen Hakushaku; The Millennium Earl) | 1:37                                      |                                           |                                           |                                           |                                           |                                           |                                           |                                           |
| 6.                                        | Innocence hacudó (イノセンス発動; Inoszenszu hacudó; Hepburn: Innocence hatsudō / Inosensu hatsudō; Innocence, Activate)                                                               | 1:09                                      |                                           |                                           |                                           |                                           |                                           |                                           |                                           |
| 7.                                        | Kanda Jú (神田ユウ; Hepburn: Kanda Yū; Yu Kanda) | 1:50                                      |                                           |                                           |                                           |                                           |                                           |                                           |                                           |
| 8.                                        | Roku maborosi hacudó (六幻発動; Hepburn: Roku maboroshi hatsudō; Mugen, Activate) | 1:04                                      |                                           |                                           |                                           |                                           |                                           |                                           |                                           |
| 9.                                        | Komui sicucsó (コムイ室長; Hepburn: Komui shitsuchō; Section Chief Komui) | 1:28                                      |                                           |                                           |                                           |                                           |                                           |                                           |                                           |
| 10.                                       | Home no nakamatacsi (ホームの仲間たち; Hómu no nakamatacsi; Hepburn: Home no nakamatachi / Hōmu no nakamatachi; Comrade’s Home)                                                        | 2:34                                      |                                           |                                           |                                           |                                           |                                           |                                           |                                           |
| 11.                                       | Kjódan no icsinicsi (教団の一日; Hepburn: Kyōdan no ichinichi; A Day at the Order) | 1:14                                      |                                           |                                           |                                           |                                           |                                           |                                           |                                           |
| 12.                                       | Kami no kessó (神の結晶; Hepburn: Kami no kesshō; God’s Crystal) | 1:22                                      |                                           |                                           |                                           |                                           |                                           |                                           |                                           |
| 13.                                       | Isi hako no Message (石箱のメッセージ; Isi hako no Messzédzsi; Hepburn: Ishi hako no Message / Ishi hako no Messēji; The Cube’s Message)                                               | 1:02                                      |                                           |                                           |                                           |                                           |                                           |                                           |                                           |
| 14.                                       | Szennen Hakusaku no takurami (千年伯爵の企み; Hepburn: Sennen Hakushaku no takurami; The Millennium Earl’s Plan)                                                                       | 1:10                                      |                                           |                                           |                                           |                                           |                                           |                                           |                                           |
| 15.                                       | Akuszei heiki akuma (悪性兵器AKUMA; Hepburn: Akusei heiki akuma; Malignant Weapon, Akuma)                                                                                              | 1:12                                      |                                           |                                           |                                           |                                           |                                           |                                           |                                           |
| 16.                                       | Kanasimi no tamasii (悲しみの魂; Hepburn: Kanashimi no tamashii; Sadness of the Soul)                                                                                                  | 1:59                                      |                                           |                                           |                                           |                                           |                                           |                                           |                                           |
| 17.                                       | Lala no komori uta (ララの子守唄; Hepburn: Rara no komori uta; Lala’s Lullaby) | 1:54                                      |                                           |                                           |                                           |                                           |                                           |                                           |                                           |
| 18.                                       | Tamasii no kjúszai (魂の救済; Hepburn: Tamashii no kyūsai; A Soul’s Salvation) | 1:26                                      |                                           |                                           |                                           |                                           |                                           |                                           |                                           |
| 19.                                       | Omoide no naka ni (思い出の中に; Within His Memories) | 1:08                                      |                                           |                                           |                                           |                                           |                                           |                                           |                                           |
| 20.                                       | Siavasze na hibi (幸せな日々; Hepburn: Shiawase na hibi; Happy Days) | 1:35                                      |                                           |                                           |                                           |                                           |                                           |                                           |                                           |
| 21.                                       | Jean to Leo (ジャンとレオ; Dzsan to Reo; Hepburn: Jan to Reo; Jan and Leo) | 1:27                                      |                                           |                                           |                                           |                                           |                                           |                                           |                                           |
| 22.                                       | Makimodosi no macsi (巻き戻しの街; Hepburn: Makimodoshi no machi; The Rewinding Town)                                                                                                  | 2:11                                      |                                           |                                           |                                           |                                           |                                           |                                           |                                           |
| 23.                                       | Road Kamelot (ロード・キャメロット; Ródo Kjamerotto; Hepburn: Rōdo Kyamerotto; Road Kamelot)                                                                                           | 1:58                                      |                                           |                                           |                                           |                                           |                                           |                                           |                                           |
| 24.                                       | Noah no icsizoku (ノアの一族; Noa no icsizoku; Hepburn: Noah no ichizoku / Noa no ichizoku; The Noah Family)                                                                           | 1:25                                      |                                           |                                           |                                           |                                           |                                           |                                           |                                           |
| 25.                                       | Kikai to tamasii to higeki (機械と魂と悲劇; Hepburn: Kikai to tamashii to higeki; Machine, Soul and Tragedy)                                                                           | 1:45                                      |                                           |                                           |                                           |                                           |                                           |                                           |                                           |
| 26.                                       | Kami ni tori cukareta sito (神に取り憑かれた使徒; Hepburn: Kami ni tori tsukareta shito; An Apostle Possessed by God)                                                                  | 1:08                                      |                                           |                                           |                                           |                                           |                                           |                                           |                                           |
| 27.                                       | Fuan to noroi (不安と呪い; Anxiety and Curse) | 2:12                                      |                                           |                                           |                                           |                                           |                                           |                                           |                                           |
| 28.                                       | Jocsó (予兆; Hepburn: Yochō; Omen) | 0:39                                      |                                           |                                           |                                           |                                           |                                           |                                           |                                           |
| 29.                                       | Akuma no súgeki (AKUMAの襲撃; Hepburn: Akuma no shūgeki; Akuma Attack) | 1:25                                      |                                           |                                           |                                           |                                           |                                           |                                           |                                           |
| 30.                                       | Gekiszen (激戦; Hepburn: Gekisen; Fierce Battle) | 1:21                                      |                                           |                                           |                                           |                                           |                                           |                                           |                                           |
| 31.                                       | Hakai (破壊; Destruction) | 1:06                                      |                                           |                                           |                                           |                                           |                                           |                                           |                                           |
| 32.                                       | Kikan (帰還; Return) | 1:15                                      |                                           |                                           |                                           |                                           |                                           |                                           |                                           |
| 33.                                       | Snow Kiss (anime-változat) (előadó: Nirgilis) | 1:33                                      |                                           |                                           |                                           |                                           |                                           |                                           |                                           |
| 34.                                       | Pride of Tomorrow (anime-változat) (előadó: June) | 1:31                                      |                                           |                                           |                                           |                                           |                                           |                                           |                                           |
| 51:24                                     | |                                           |                                           |                                           |                                           |                                           |                                           |                                           |                                           |

#### D.Gray-man Original Soundtrack 2
| D.Gray-man Original Soundtrack 2 dallista | D.Gray-man Original Soundtrack 2 dallista | D.Gray-man Original Soundtrack 2 dallista | D.Gray-man Original Soundtrack 2 dallista | D.Gray-man Original Soundtrack 2 dallista | D.Gray-man Original Soundtrack 2 dallista | D.Gray-man Original Soundtrack 2 dallista | D.Gray-man Original Soundtrack 2 dallista | D.Gray-man Original Soundtrack 2 dallista | D.Gray-man Original Soundtrack 2 dallista |
| #                                         | Cím | Hossz                                     |                                           |                                           |                                           |                                           |                                           |                                           |                                           |
| ----------------------------------------- | --- | ----------------------------------------- | ----------------------------------------- | ----------------------------------------- | ----------------------------------------- | ----------------------------------------- | ----------------------------------------- | ----------------------------------------- | ----------------------------------------- |
| 1.                                        | Brightdown (anime-változat) (előadó: Tamaki Nami) | 1:35                                      |                                           |                                           |                                           |                                           |                                           |                                           |                                           |
| 2.                                        | Kuro no Kjódan (黒の教団; Hepburn: Kuro no Kyōdan; Black Order) | 1:24                                      |                                           |                                           |                                           |                                           |                                           |                                           |                                           |
| 3.                                        | Nakama to tomoni (仲間と共に; Hepburn: Nakama to tomoni; With My Friends) | 1:09                                      |                                           |                                           |                                           |                                           |                                           |                                           |                                           |
| 4.                                        | Keisósa Lavi (継承者ラビ; Keisósa Rabi; Hepburn: Keishōsha Lavi / Keishōsha Rabi; Successor Lavi)                                                                                               | 2:50                                      |                                           |                                           |                                           |                                           |                                           |                                           |                                           |
| 5.                                        | Bookman (ブックマン; Bukkuman; Bookman) | 1:05                                      |                                           |                                           |                                           |                                           |                                           |                                           |                                           |
| 6.                                        | Arystar Krory (アレイスター・クロウリー; Areiszutá Kurourí; Hepburn: Areisutā Kurourī; Arystar Krory)                                                                                           | 1:40                                      |                                           |                                           |                                           |                                           |                                           |                                           |                                           |
| 7.                                        | Kjúkecuki no siro (吸血鬼の城; Hepburn: Kyūketsuki no shiro; Castle of the Vampire) | 1:12                                      |                                           |                                           |                                           |                                           |                                           |                                           |                                           |
| 8.                                        | Eliade to no ai (エリアーデとの愛; Eriáde to no ai; Hepburn: Eriāde to no ai; Eliade’s Love) | 1:40                                      |                                           |                                           |                                           |                                           |                                           |                                           |                                           |
| 9.                                        | Tyki Mikk (ティキ・ミック; Tiki Mikku; Tyki Mikk) | 2:54                                      |                                           |                                           |                                           |                                           |                                           |                                           |                                           |
| 10.                                       | Szennen Ójake kara no Message (千年公からのメッセージ; Szennen Ójake kara no Messzédzsi; Hepburn: Sennen Ōyake kara no Message / Sennen Ōyake kara no Messēji; Message from the Millenium Earl) | 2:22                                      |                                           |                                           |                                           |                                           |                                           |                                           |                                           |
| 11.                                       | Togaocsi (Suman Dark) (咎落ち 〜スーマン・ダーク〜; Togaocsi (Szúman Dáku); Hepburn: Togaochi (Suman Dark) / Togaochi (Sūman Dāku); The Fallen (Suman Dark))                                    | 2:56                                      |                                           |                                           |                                           |                                           |                                           |                                           |                                           |
| 12.                                       | Akuma súrai (AKUMA襲来; Hepburn: AKUMA shūrai; Akuma Attack) | 1:20                                      |                                           |                                           |                                           |                                           |                                           |                                           |                                           |
| 13.                                       | Ikuukan (異空間; Hepburn: Ikūkan; Strange Space) | 1:16                                      |                                           |                                           |                                           |                                           |                                           |                                           |                                           |
| 14.                                       | Noah heja (ノア部屋; Noa heja; Hepburn: Noah heya / Noa heya; The Noah Room) | 1:46                                      |                                           |                                           |                                           |                                           |                                           |                                           |                                           |
| 15.                                       | Tabi no kjúszoku (旅の休息; Hepburn: Tabi no kyūsoku; Rest from the Journey) | 1:23                                      |                                           |                                           |                                           |                                           |                                           |                                           |                                           |
| 16.                                       | Kjódan no nakamatacsi (教団の仲間たち; Hepburn: Kyōdan no nakamatachi; Allies of the Black Order)                                                                                               | 1:27                                      |                                           |                                           |                                           |                                           |                                           |                                           |                                           |
| 17.                                       | Komui no dzsikken sicu (コムイの実験室; Hepburn: Komui no jikken shitsu; Komui’s Laboratory) | 1:07                                      |                                           |                                           |                                           |                                           |                                           |                                           |                                           |
| 18.                                       | Tabi no tocsú de (旅の途中で; Hepburn: Tabi no tochū de; In the Middle of the Journey) | 1:02                                      |                                           |                                           |                                           |                                           |                                           |                                           |                                           |
| 19.                                       | Koigokoro (恋心; Awakening of Love) | 1:31                                      |                                           |                                           |                                           |                                           |                                           |                                           |                                           |
| 20.                                       | Arata na deai (新たな出会い; New Encounter) | 1:16                                      |                                           |                                           |                                           |                                           |                                           |                                           |                                           |
| 21.                                       | Szaikai (再会; Hepburn: Saikai) | 1:28                                      |                                           |                                           |                                           |                                           |                                           |                                           |                                           |
| 22.                                       | Tamasii no ijasi (魂の癒し; Hepburn: Tamashii no iyashi; Healing the Spirit) | 2:37                                      |                                           |                                           |                                           |                                           |                                           |                                           |                                           |
| 23.                                       | Kuroi mori (黒い森; Black Forest) | 1:16                                      |                                           |                                           |                                           |                                           |                                           |                                           |                                           |
| 24.                                       | Inbou (陰謀; Hepburn: Inbō; Conspiracy) | 2:07                                      |                                           |                                           |                                           |                                           |                                           |                                           |                                           |
| 25.                                       | Kecudan no toki (決断の時; Hepburn: Ketsudan no toki; Time for a Decision) | 1:08                                      |                                           |                                           |                                           |                                           |                                           |                                           |                                           |
| 26.                                       | Szemarikuru kiki (迫り来る危機; Hepburn: Semarikuru kiki; An Impending Crisis) | 1:13                                      |                                           |                                           |                                           |                                           |                                           |                                           |                                           |
| 27.                                       | Gunsú (群襲; Hepburn: Gunshū; Swarm Attack) | 1:09                                      |                                           |                                           |                                           |                                           |                                           |                                           |                                           |
| 28.                                       | Gjakusú (逆襲; Hepburn: Gyakushú; Counterattack) | 1:21                                      |                                           |                                           |                                           |                                           |                                           |                                           |                                           |
| 29.                                       | Futatabi tatakai e (再び戦いへ; Towards Battle) | 2:38                                      |                                           |                                           |                                           |                                           |                                           |                                           |                                           |
| 30.                                       | Jume no cuzuki e (夢の続きへ; Hepburn: Yume no tsuzuki e; Yume no Tsudzuki e) (anime-változat) (előadó: Surface)                                                                                | 1:34                                      |                                           |                                           |                                           |                                           |                                           |                                           |                                           |
| 31.                                       | Antoinette Blue (anime-változat) (előadó: Kitade Nana) | 1:32                                      |                                           |                                           |                                           |                                           |                                           |                                           |                                           |
| 50:58                                     | |                                           |                                           |                                           |                                           |                                           |                                           |                                           |                                           |

#### D.Gray-man Complete Best
| D.Gray-man Complete Best dallista | D.Gray-man Complete Best dallista                                                                | D.Gray-man Complete Best dallista | D.Gray-man Complete Best dallista | D.Gray-man Complete Best dallista | D.Gray-man Complete Best dallista | D.Gray-man Complete Best dallista | D.Gray-man Complete Best dallista | D.Gray-man Complete Best dallista | D.Gray-man Complete Best dallista |
| #                                 | Cím                                                                                              | Hossz                             |                                   |                                   |                                   |                                   |                                   |                                   |                                   |
| --------------------------------- | ------------------------------------------------------------------------------------------------ | --------------------------------- | --------------------------------- | --------------------------------- | --------------------------------- | --------------------------------- | --------------------------------- | --------------------------------- | --------------------------------- |
| 1.                                | Innocent Sorrow                                                                                  | 4:16                              |                                   |                                   |                                   |                                   |                                   |                                   |                                   |
| 2.                                | Snow Kiss                                                                                        | 4:16                              |                                   |                                   |                                   |                                   |                                   |                                   |                                   |
| 3.                                | Pride of Tomorrow                                                                                | 4:47                              |                                   |                                   |                                   |                                   |                                   |                                   |                                   |
| 4.                                | Brightdown                                                                                       | 3:59                              |                                   |                                   |                                   |                                   |                                   |                                   |                                   |
| 5.                                | Jume no cuzuki e (夢の続きへ; Hepburn: Yume no tsuzuki e)                                        | 4:51                              |                                   |                                   |                                   |                                   |                                   |                                   |                                   |
| 6.                                | Antoinette Blue                                                                                  | 4:16                              |                                   |                                   |                                   |                                   |                                   |                                   |                                   |
| 7.                                | Doubt & Trust                                                                                    | 3:57                              |                                   |                                   |                                   |                                   |                                   |                                   |                                   |
| 8.                                | Anata ga koko ni iru rijú (あなたがここにいる理由; Hepburn: Anata ga koko ni iru riyū)           | 3:36                              |                                   |                                   |                                   |                                   |                                   |                                   |                                   |
| 9.                                | Wish                                                                                             | 4:14                              |                                   |                                   |                                   |                                   |                                   |                                   |                                   |
| 10.                               | Gekidó/Just Break the Limit! (激動/Just Break the Limit!; Hepburn: Gekidō/Just Break the Limit!) | 5:34                              |                                   |                                   |                                   |                                   |                                   |                                   |                                   |
| 11.                               | Regret                                                                                           | 4:15                              |                                   |                                   |                                   |                                   |                                   |                                   |                                   |
| 12.                               | Changin’ (Stephanie-változat)                                                                    | 4:49                              |                                   |                                   |                                   |                                   |                                   |                                   |                                   |
| 52:50                             |                                                                                                  |                                   |                                   |                                   |                                   |                                   |                                   |                                   |                                   |

#### D.Gray-man Original Soundtrack 3
| D.Gray-man Original Soundtrack 3 dallista | D.Gray-man Original Soundtrack 3 dallista | D.Gray-man Original Soundtrack 3 dallista | D.Gray-man Original Soundtrack 3 dallista | D.Gray-man Original Soundtrack 3 dallista | D.Gray-man Original Soundtrack 3 dallista | D.Gray-man Original Soundtrack 3 dallista | D.Gray-man Original Soundtrack 3 dallista | D.Gray-man Original Soundtrack 3 dallista | D.Gray-man Original Soundtrack 3 dallista |
| #                                         | Cím | Hossz                                     |                                           |                                           |                                           |                                           |                                           |                                           |                                           |
| ----------------------------------------- | --- | ----------------------------------------- | ----------------------------------------- | ----------------------------------------- | ----------------------------------------- | ----------------------------------------- | ----------------------------------------- | ----------------------------------------- | ----------------------------------------- |
| 1.                                        | Hakusaku no Monologue (伯爵のモノローグ; Hakusaku no Monorógu; Hepburn: Hakushaku no Monologue / Hakushaku no Monorōgu; The Earl’s Monologue)                                | 1:31                                      |                                           |                                           |                                           |                                           |                                           |                                           |                                           |
| 2.                                        | Doubt & Trust (anime-változat) (előadó: Access) | 1:34                                      |                                           |                                           |                                           |                                           |                                           |                                           |                                           |
| 3.                                        | Gekidó/Just Break the Limit! (激動/Just Break the Limit!; Hepburn: Gekidō/Just Break the Limit!; Gekidou/Just Break the Limit!) (anime-változat) (előadó: Uverworld)         | 1:33                                      |                                           |                                           |                                           |                                           |                                           |                                           |                                           |
| 4.                                        | Kamino dóke (神ノ道化; Hepburn: Kamino dōke; Crown Clown) | 1:11                                      |                                           |                                           |                                           |                                           |                                           |                                           |                                           |
| 5.                                        | Jokan (予感; Hepburn: Yokan; Premonition) | 2:50                                      |                                           |                                           |                                           |                                           |                                           |                                           |                                           |
| 6.                                        | Asia sibu no nakama tacsi (アジア支部の仲間たち; Adzsia sibu no nakama tacsi; Hepburn: Asia shibu no nakama tachi / Ajia shibu no nakama tachi; Friends of the Asian Branch) | 2:28                                      |                                           |                                           |                                           |                                           |                                           |                                           |                                           |
| 7.                                        | Bak to Fó (バクとフォー; Baku to Fó; Hepburn: Bak to Fō / Baku to Fō; Bak and Fou)                                                                                           | 2:18                                      |                                           |                                           |                                           |                                           |                                           |                                           |                                           |
| 8.                                        | Anita (アニタ; Anita) | 1:12                                      |                                           |                                           |                                           |                                           |                                           |                                           |                                           |
| 9.                                        | Umi no otokotacsi (海の男達; Hepburn: Umi no otokotachi; Men of the Sea) | 3:46                                      |                                           |                                           |                                           |                                           |                                           |                                           |                                           |
| 10.                                       | Level 3 (レベル3; Reberu 3; Level 3) | 1:42                                      |                                           |                                           |                                           |                                           |                                           |                                           |                                           |
| 11.                                       | Nihon dzsóriku (日本上陸; Hepburn: Nihon jōriku; Arrival in Japan) | 1:13                                      |                                           |                                           |                                           |                                           |                                           |                                           |                                           |
| 12.                                       | Csomeszuke (ちょめ助; Hepburn: Chomesuke; Chomesuke) | 1:09                                      |                                           |                                           |                                           |                                           |                                           |                                           |                                           |
| 13.                                       | Hakobune sucugen (方舟出現; Hepburn: Hakobune shutsugen; The Ark's Appearance)                                                                                               | 1:26                                      |                                           |                                           |                                           |                                           |                                           |                                           |                                           |
| 14.                                       | Nageki no szenricu (嘆きの旋律; Hepburn: Nageki no senritsu; Melody of Grievance)                                                                                            | 1:44                                      |                                           |                                           |                                           |                                           |                                           |                                           |                                           |
| 15.                                       | Noah’s Memory (ノアズ メモリー; Noazu Memorí; Hepburn: Noazu Memorī; Noah’s Memory)                                                                                          | 2:42                                      |                                           |                                           |                                           |                                           |                                           |                                           |                                           |
| 16.                                       | Exorcist vs. Noah (エクソシスト vs ノア; Ekuszosiszuto vs Noa; Hepburn: Ekusoshisuto vs Noa; Exorcist vs. Noah)                                                              | 2:17                                      |                                           |                                           |                                           |                                           |                                           |                                           |                                           |
| 17.                                       | Jasdevi (ジャスデビ; Dzsaszudebi; Hepburn: Jasudebi; Jasdevi) | 3:34                                      |                                           |                                           |                                           |                                           |                                           |                                           |                                           |
| 18.                                       | Tyki kakuszei (ティキ覚醒; Tiki kakuszei; Hepburn: Tyki kakusei / Tiki kakusei; Tyki Awakens)                                                                                | 1:37                                      |                                           |                                           |                                           |                                           |                                           |                                           |                                           |
| 19.                                       | Lavi no kunó (ラビの苦悩; Rabi no kunó; Hepburn: Lavi no kunō / Rabi no kunō; Lavi’s Despair)                                                                                | 1:13                                      |                                           |                                           |                                           |                                           |                                           |                                           |                                           |
| 20.                                       | Tatakai he no kecui (戦いへの決意; Hepburn: Tatakai he no ketsui; Determined to Fight)                                                                                       | 2:04                                      |                                           |                                           |                                           |                                           |                                           |                                           |                                           |
| 21.                                       | Fukuin (福音; Good News) | 1:33                                      |                                           |                                           |                                           |                                           |                                           |                                           |                                           |
| 22.                                       | Cunaida te ni Kiss wo (つないだ手にキスを; Cunaida te ni Kiszu wo; Hepburn: Tsunaida te ni Kiss wo / Tsunaida te ni Kisu wo; Joined Hands Sealed with a Kiss)                | 4:44                                      |                                           |                                           |                                           |                                           |                                           |                                           |                                           |
| 23.                                       | Home e (ホームへ; Hómu e; Hepburn: Hōmu e; To Home) | 1:36                                      |                                           |                                           |                                           |                                           |                                           |                                           |                                           |
| 24.                                       | Malcolm C. Lvellie (マルコム・C・ルベリエ; Marukomu C. Ruberie; Malcolm C. Lvellie)                                                                                          | 1:55                                      |                                           |                                           |                                           |                                           |                                           |                                           |                                           |
| 25.                                       | Honbu súgeki (本部襲撃; Hepburn: Honbu shūgeki; Headquarters Attacked) | 2:49                                      |                                           |                                           |                                           |                                           |                                           |                                           |                                           |
| 26.                                       | Cross Marian (クロス・マリアン; Kuroszu Marian; Hepburn: Kurosu Marian; Cross Marian)                                                                                        | 2:46                                      |                                           |                                           |                                           |                                           |                                           |                                           |                                           |
| 27.                                       | Darkness 4 | 2:19                                      |                                           |                                           |                                           |                                           |                                           |                                           |                                           |
| 28.                                       | Aka no kakugo (アカノカクゴ; Red Resolve) | 1:04                                      |                                           |                                           |                                           |                                           |                                           |                                           |                                           |
| 29.                                       | Next Stage | 2:42                                      |                                           |                                           |                                           |                                           |                                           |                                           |                                           |
| 30.                                       | Anata ga koko ni iru rijú (あなたがここにいる理由; Hepburn: Anata ga koko ni iru riyū; The Reason Why You Are Here) (anime-változat) (előadó: Fu Rie)                        | 1:33                                      |                                           |                                           |                                           |                                           |                                           |                                           |                                           |
| 31.                                       | Wish (anime-változat) (előadó: Sowelu) | 1:37                                      |                                           |                                           |                                           |                                           |                                           |                                           |                                           |
| 32.                                       | Regret (anime-változat) (előadó: Hosimura Mai) | 1:36                                      |                                           |                                           |                                           |                                           |                                           |                                           |                                           |
| 33.                                       | Changin’ (anime-változat) (előadó: Stephanie) | 1:31                                      |                                           |                                           |                                           |                                           |                                           |                                           |                                           |
| 1:06:49                                   | |                                           |                                           |                                           |                                           |                                           |                                           |                                           |                                           |

#### D.Gray-man Hallow Original Soundtrack
| D.Gray-man Hallow Original Soundtrack dallista | D.Gray-man Hallow Original Soundtrack dallista | D.Gray-man Hallow Original Soundtrack dallista | D.Gray-man Hallow Original Soundtrack dallista | D.Gray-man Hallow Original Soundtrack dallista | D.Gray-man Hallow Original Soundtrack dallista | D.Gray-man Hallow Original Soundtrack dallista | D.Gray-man Hallow Original Soundtrack dallista | D.Gray-man Hallow Original Soundtrack dallista | D.Gray-man Hallow Original Soundtrack dallista |
| #                                              | Cím | Hossz                                          |                                                |                                                |                                                |                                                |                                                |                                                |                                                |
| ---------------------------------------------- | --- | ---------------------------------------------- | ---------------------------------------------- | ---------------------------------------------- | ---------------------------------------------- | ---------------------------------------------- | ---------------------------------------------- | ---------------------------------------------- | ---------------------------------------------- |
| 1.                                             | Message (メッセージ; Messzédzsi; Hepburn: Messēji; Message)                                                                                              | 1:45                                           |                                                |                                                |                                                |                                                |                                                |                                                |                                                |
| 2.                                             | Kóbó (攻防; Hepburn: Kōbō; Offence and Defence) | 1:19                                           |                                                |                                                |                                                |                                                |                                                |                                                |                                                |
| 3.                                             | Szennen Hakusaku (daiicsi no sito) (千年伯爵〈第1の使徒〉; Hepburn: Sennen Hakushaku (daiichi no shito); The Millennium Earl (the First Apostle))        | 2:09                                           |                                                |                                                |                                                |                                                |                                                |                                                |                                                |
| 4.                                             | Kuro no Kjódan (Exorcist) (黒の教団〈エクソシスト〉; Kuro no Kjódan (Ekuszosiszuto); Hepburn: Kuro no Kyōdan (Ekusoshisuto); The Black Order (Exorcist)) | 2:06                                           |                                                |                                                |                                                |                                                |                                                |                                                |                                                |
| 5.                                             | Bórjaku (謀略; Hepburn: Bōryaku; Scheme) | 1:38                                           |                                                |                                                |                                                |                                                |                                                |                                                |                                                |
| 6.                                             | 14-Banme no kakuszei (14番目の覚醒; Hepburn: 14-Banme no kakusei; The 14th’s Awakening)                                                                  | 1:23                                           |                                                |                                                |                                                |                                                |                                                |                                                |                                                |
| 7.                                             | Sukumei no micsi (宿命の道; Hepburn: Shukumei no michi; Path of Fate)                                                                                    | 1:48                                           |                                                |                                                |                                                |                                                |                                                |                                                |                                                |
| 8.                                             | Hearst minasigo (ハースト孤児院; Hászuto minasigo; Hepburn: Hearst minashigo / Hāsuto minashigo; Hearst Orphanage)                                       | 1:30                                           |                                                |                                                |                                                |                                                |                                                |                                                |                                                |
| 9.                                             | Cukigami (憑神〈ツキカミ〉; Hepburn: Tsukigami; Divine Possession (Tsukikami))                                                                           | 1:17                                           |                                                |                                                |                                                |                                                |                                                |                                                |                                                |
| 10.                                            | Timothy no szódó (ティモシーの騒動; Timosí no szódó; Hepburn: Timothy no sōdō / Timoshī no sōdō; Timothy’s Riot)                                         | 1:18                                           |                                                |                                                |                                                |                                                |                                                |                                                |                                                |
| 11.                                            | Vakare no toki (別れの時; Hepburn: Wakare no toki; Goodbye)                                                                                              | 2:48                                           |                                                |                                                |                                                |                                                |                                                |                                                |                                                |
| 12.                                            | Nakamatacsi tono kjúszoku (仲間達との休息; Hepburn: Nakamatachi tono kyūsoku; Rest With Your Comrades)                                                   | 1:17                                           |                                                |                                                |                                                |                                                |                                                |                                                |                                                |
| 13.                                            | Nukumori ni cucumarete (温もりに包まれて; Hepburn: Nukumori ni tsutsumarete; Wrapped in Warmth)                                                          | 1:35                                           |                                                |                                                |                                                |                                                |                                                |                                                |                                                |
| 14.                                            | Kanda Jú (sin version) (神田ユウ〈新バージョン〉; Hepburn: Kanda Yū (shin version); Yu Kanda (New Version))                                              | 1:28                                           |                                                |                                                |                                                |                                                |                                                |                                                |                                                |
| 15.                                            | Alma no egao (アルマの笑顔; Aruma no egao; Alma’s Smile)                                                                                                 | 1:47                                           |                                                |                                                |                                                |                                                |                                                |                                                |                                                |
| 16.                                            | Renge no hana (蓮華の花; The Lotus Flower) | 1:58                                           |                                                |                                                |                                                |                                                |                                                |                                                |                                                |
| 17.                                            | Alma no omoi (アルマの想い; Aruma no omoi; Alma’s Feelings)                                                                                              | 1:48                                           |                                                |                                                |                                                |                                                |                                                |                                                |                                                |
| 18.                                            | Ikiru tame ni (生きるために; In Order to Live) | 1:34                                           |                                                |                                                |                                                |                                                |                                                |                                                |                                                |
| 19.                                            | Bószó szuru Alma Karma (暴走するアルマ=カルマ; Bószó szuru Aruma Karuma; Hepburn: Bōsō suru Alma Karma / Bōsō suru Aruma Karuma; Runaway Alma Karma)     | 1:36                                           |                                                |                                                |                                                |                                                |                                                |                                                |                                                |
| 20.                                            | Futatabi Exorcist e (再びエクソシストへ; Futatabi Ekuszosiszuto e; Hepburn: Futatabi Ekusoshisuto e; Back to the Exorcist)                               | 1:59                                           |                                                |                                                |                                                |                                                |                                                |                                                |                                                |
| 21.                                            | Ano hito (あの人; That Person) | 1:55                                           |                                                |                                                |                                                |                                                |                                                |                                                |                                                |
| 22.                                            | Súen no csi (Materu) (終焉の地〈マテール〉; Súen no csi (Matéru); Hepburn: Shūen no chi (Materu) / Shūen no chi (Matēru); Land of Demise (Mater))        | 2:35                                           |                                                |                                                |                                                |                                                |                                                |                                                |                                                |
| 23.                                            | Noah no jabó (ノアの野望; Noa no jabó; Hepburn: Noah no yabō / Noa no yabō; The Ambition of Noah)                                                        | 1:27                                           |                                                |                                                |                                                |                                                |                                                |                                                |                                                |
| 24.                                            | Tatakai no naka de (戦いの中で; The Battle Within) | 1:53                                           |                                                |                                                |                                                |                                                |                                                |                                                |                                                |
| 25.                                            | Taidzsi (対峙; Hepburn: Taiji; Confrontation) | 1:17                                           |                                                |                                                |                                                |                                                |                                                |                                                |                                                |
| 26.                                            | Akuma no kjói (AKUMAの脅威; Hepburn: Akuma no kyōi; Akuma Threat)                                                                                        | 1:23                                           |                                                |                                                |                                                |                                                |                                                |                                                |                                                |
| 27.                                            | Gjakusú Ⅱ (逆襲Ⅱ; Hepburn: Gyakushū Ⅱ; Counterattack Ⅱ)                                                                                                  | 1:22                                           |                                                |                                                |                                                |                                                |                                                |                                                |                                                |
| 28.                                            | Akuma súrai (AKUMA襲来; Hepburn: Akuma shūrai; Akuma Attack)                                                                                             | 1:32                                           |                                                |                                                |                                                |                                                |                                                |                                                |                                                |
| 29.                                            | Gekiszen Ⅱ (激戦Ⅱ; Hepburn: Gekisen Ⅱ; Fierce Battle Ⅱ)                                                                                                  | 1:23                                           |                                                |                                                |                                                |                                                |                                                |                                                |                                                |
| 30.                                            | Noah no kjói (ノアの脅威; Noa no kjói; Hepburn: Noah no kyōi / Noa no kyōi; Threat of Noah)                                                              | 1:29                                           |                                                |                                                |                                                |                                                |                                                |                                                |                                                |
| 31.                                            | Dai szan Exorcist (第三エクソシスト; Dai szan Ekuszosiszuto; Hepburn: Dai san Exorcist / Dai san Ekusoshisuto; The Third Exorcist)                       | 1:29                                           |                                                |                                                |                                                |                                                |                                                |                                                |                                                |
| 32.                                            | Innocence no hikari (イノセンスの光; Inoszenszu no hikari; Hepburn: Inosensu no hikari; Light of Innocence)                                              | 1:42                                           |                                                |                                                |                                                |                                                |                                                |                                                |                                                |
| 33.                                            | Oszanakihi no omoide (幼き日の思い出; Hepburn: Osanakihi no omoide; Memories of Childhood)                                                               | 1:58                                           |                                                |                                                |                                                |                                                |                                                |                                                |                                                |
| 34.                                            | Kanasimi no sihen (悲しみの詩編; Hepburn: Kanashimi no shihen; Psalm of Sorrow)                                                                          | 1:52                                           |                                                |                                                |                                                |                                                |                                                |                                                |                                                |
| 35.                                            | Fuon (不穏; Disquiet) | 1:16                                           |                                                |                                                |                                                |                                                |                                                |                                                |                                                |
| 36.                                            | Szentó e (戦闘へ; Hepburn: Sentō e; To Battle) | 1:27                                           |                                                |                                                |                                                |                                                |                                                |                                                |                                                |
| 37.                                            | Gunsú Ⅱ (群襲Ⅱ; Hepburn: Gunshū Ⅱ; Swarm Attack Ⅱ) | 1:10                                           |                                                |                                                |                                                |                                                |                                                |                                                |                                                |
| 38.                                            | Nea (ネア; Nea) | 1:32                                           |                                                |                                                |                                                |                                                |                                                |                                                |                                                |
| 39.                                            | Noah no danzai (ノアの断罪; Noa no danzai; The Condemnation of Noah)                                                                                     | 1:52                                           |                                                |                                                |                                                |                                                |                                                |                                                |                                                |
| 40.                                            | Allen Walker Ⅱ (アレン・ウォーカーⅡ; Aren Vóká Ⅱ; Hepburn: Aren Wōkā Ⅱ; Allen Walker Ⅱ)                                                                  | 1:48                                           |                                                |                                                |                                                |                                                |                                                |                                                |                                                |
| 1:06:25                                        | |                                                |                                                |                                                |                                                |                                                |                                                |                                                |                                                |